# Hohenbergia littoralis
Hohenbergia littoralis es una especie de planta fanerógama perteneciente a la familia de las bromeliáceas. Es originaria de Brasil. 

## Taxonomía
Hohenbergia littoralis fue descrita por Lyman Bradford Smith y publicado en Contributions from the Gray Herbarium of Harvard University 129: 33, t. 3, f. 11–13. 1940.
Etimología
Hohenbergia: nombre genérico otorgado en honor del Príncipe de Württemburg, patrono de los botánicos, conocido como Hohenberg.
littoralis: epíteto latíno que significa "del litoral, cercana a la costa" 